# Evasão de recrutamento

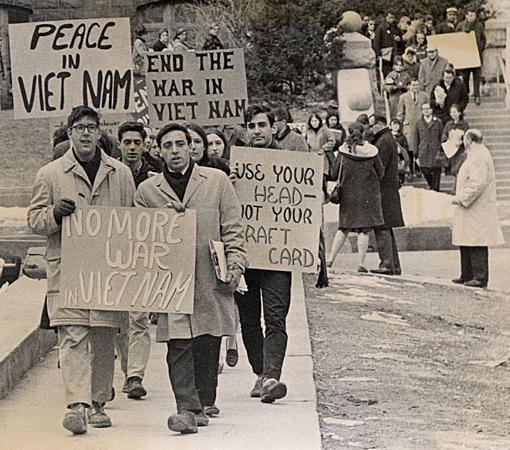
Manifestantes norte-americanos contra a Guerra do Vietnã na Universidade de Wisconsin-Madison. Um cartaz à direita diz "Use sua cabeça — não seu cartão de alistamento".

A evasão do recrutamento é qualquer tentativa bem-sucedida de escapar de uma obrigação imposta pelo governo de servir nas forças militares de uma nação. Às vezes, a evasão do recrutamento envolve a recusa em cumprir as leis de recrutamento militar de uma nação. Diz-se que a evasão ilegal de recrutamento caracterizou todos os conflitos militares dos séculos 20 e 21, nos quais pelo menos uma das partes de tal conflito forçou o recrutamento obrigatório. Tal evasão é geralmente considerada uma ofensa criminal, e as leis contra ela remontam a milhares de anos.

Reunião anti-draft realizada por mulheres na cidade de Nova York, 1917

Existem muitas práticas de evasão de correntes de ar. Aqueles que conseguem aderir ou burlar a lei, e aqueles que não envolvem assumir uma posição pública, às vezes são chamados de evasão de recrutamento. Draft evaders às vezes são pejorativamente referidos como draft dodgers, embora em certos contextos esse termo também tenha sido usado sem julgamento ou como um título honorífico.
As práticas que envolvem violação da lei ou tomada de posição pública são, às vezes, chamadas de resistência ao recrutamento. Embora a resistência ao recrutamento seja discutida abaixo como uma forma de "evasão ao recrutamento", os resistentes ao recrutamento e os estudiosos da resistência ao recrutamento rejeitam a categorização da resistência como uma forma de evasão ou evitação. Os que resistem ao recrutamento argumentam que procuram confrontar, não fugir ou evitar o recrutamento.
A evasão do recrutamento tem sido um fenômeno significativo em nações tão diferentes quanto Colômbia, Eritréia, Canadá, França, Rússia, Coréia do Sul, Síria e Estados Unidos. Relatos de estudiosos e jornalistas, juntamente com escritos memorialísticos de evasores, indicam que os motivos e crenças dos evasores não podem ser estereotipados de forma útil.

## Resistência ao recrutamento

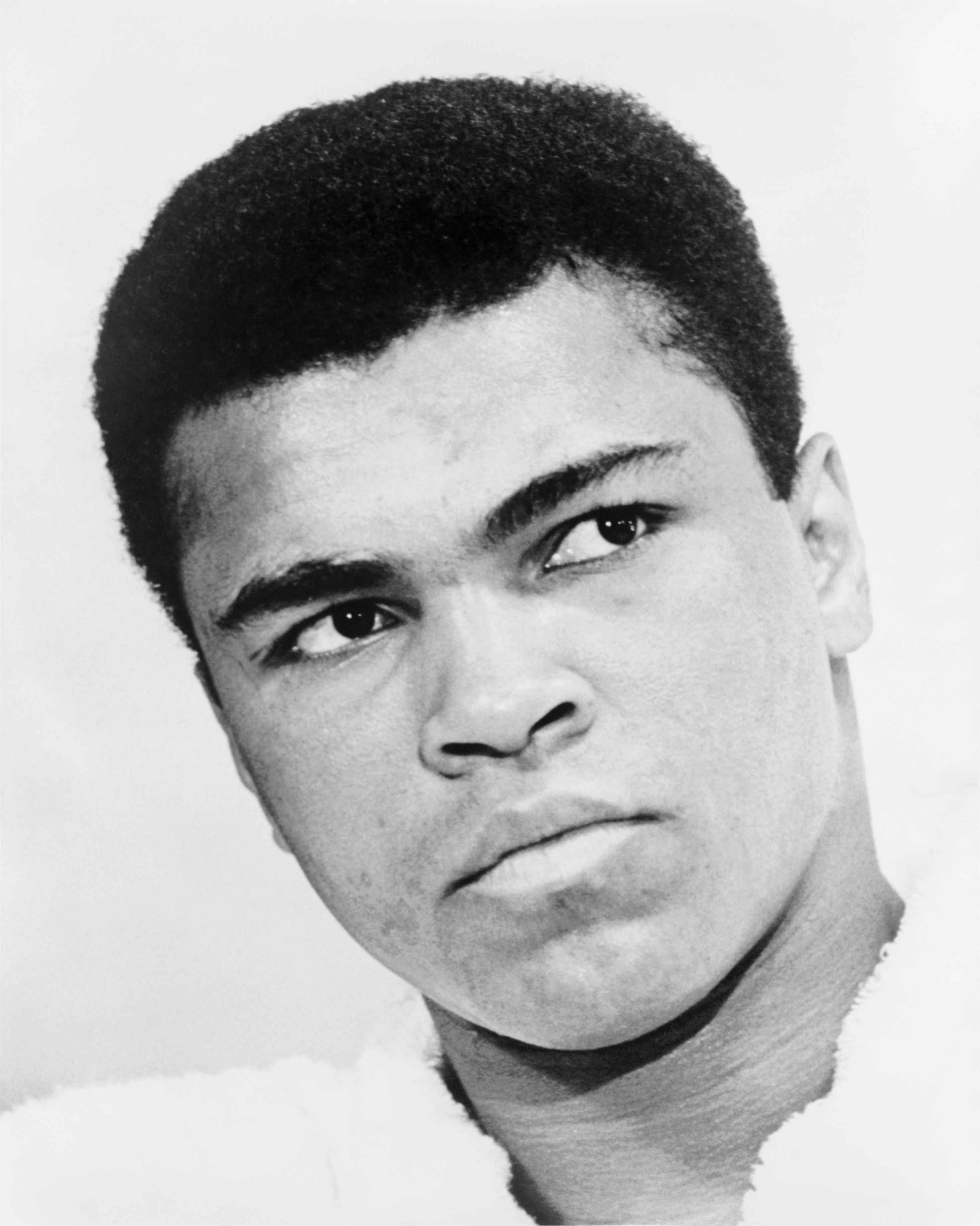
Muhammad Ali recusou a indução em 1967 (ISBN 978-0-671-77971-9)

A evasão à convocação que envolve violação aberta da lei ou que comunica resistência consciente ou organizada à política do governo é algumas vezes chamada de resistência à convocação. Exemplos incluem:

#### Ações por resistentes
- Recusando-se a se registrar para o recrutamento, em nações onde isso é exigido por lei.[9]
- Recusar-se a se apresentar para o exame físico relacionado ao alistamento, ou para indução ou convocação militar, em nações onde isso é exigido por lei.[3][10]
- Participar de queimas de cartas de rascunho ou entregas.[11]
- Viver "na clandestinidade" (por exemplo, viver com documentos de identificação falsos) e trabalhar em um emprego não declarado após ser indiciado por sonegação.[11]
- Viajar ou emigrar para outro país, em vez de se submeter à indução ou ao julgamento.[2][12]
- Ir para a cadeia, em vez de se submeter à indução ou a um serviço governamental alternativo.

#### Primeira Guerra Mundial

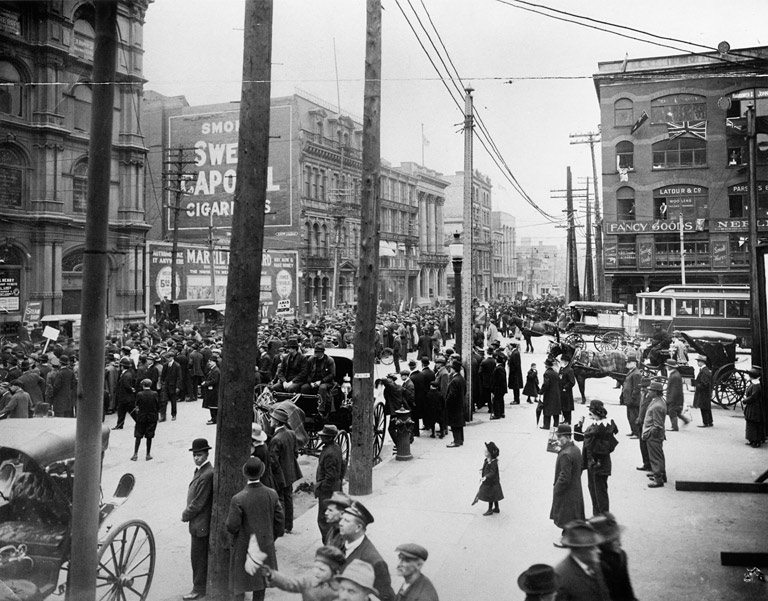
Marcha anti-recrutamento em Montreal, Quebec, Canadá, maio de 1917

O recrutamento foi uma força divisória na política canadense durante a Primeira Guerra Mundial, e essas divisões levaram à Crise do Recrutamento de 1917. Os canadenses se opuseram ao recrutamento por diversas razões: alguns achavam desnecessário, alguns não se identificavam com os britânicos e alguns achavam que isso impunha encargos injustos aos segmentos economicamente em dificuldades da sociedade. Quando a primeira classe de recrutamento (homens solteiros entre 20 e 34 anos de idade) foi convocada em 1917, quase 281 mil dos aproximadamente 404 mil homens entraram com pedido de isenção. Durante a guerra, alguns canadenses que temiam o recrutamento partiram para os Estados Unidos ou outro lugar.

#### Segunda Guerra Mundial
O Canadá introduziu um tipo inovador de projeto de lei em 1940 com a Lei de Mobilização de Recursos Nacionais (NRMA). Embora a mudança não tenha sido impopular fora do Canadá francês, a controvérsia surgiu porque, de acordo com a nova lei, os recrutas não eram obrigados a servir fora do Canadá. Eles poderiam escolher simplesmente defender o país contra invasões. No meio da guerra, muitos canadenses - não menos importante, recrutas comprometidos com o serviço no exterior - referiam-se aos homens da NRMA pejorativamente como "zumbis", isto é, mortos para a vida ou totalmente inúteis. Após combates dispendiosos na Itália, Normandia e Scheldt, as tropas canadenses no exterior foram esgotadas e, durante a Crise de Recrutamento de 1944, um recrutamento único de aproximadamente 17 mil homens do NRMA foi enviado para lutar no exterior. Muitos homens da NRMA desertaram após o recrutamento em vez de lutar no exterior. Uma brigada de homens da NRMA declarou-se em "greve" após a imposição.
O número de homens que tentaram ativamente escapar do recrutamento da Segunda Guerra Mundial no Canadá não é conhecido. O historiador militar Jack Granatstein diz que a evasão foi "generalizada". Além disso, apenas em 1944, aproximadamente 60 mil recrutas serviam apenas como homens da NRMA, comprometidos com a defesa da fronteira, mas não com combates no exterior.